# Хит (музыкант)
Хироси Мориэ (яп. 森江 博 Мориэ Хироси, род. 22 января 1968, Амагасаки — 29 октября 2023), более известный как Хит (англ. Heath) — японский музыкант и автор-исполнитель. Бас-гитарист метал-группы X Japan, присоединившийся к ней в 1992 году через несколько месяцев после ухода из неё Тайдзи Савады. Являлся участником коллектива до его распада в 1997 году, после воссоединения в 2007 году и до своей смерти в 2023 году.
После распада X Japan Хит занялся сольной карьерой. В 2000 году он вместе с гитаристом X Japan Патой и бывшим ударником I.N.A. из Spread Beaver основал группу Dope HEADz, которая прекратила деятельность в 2002 году.
Сценический псевдоним музыканта происходит от прозвища Хи-тян, которое он взял до 1986 года.

## Карьера

### 1986—2006: первые группы, X Japan, сольная карьера

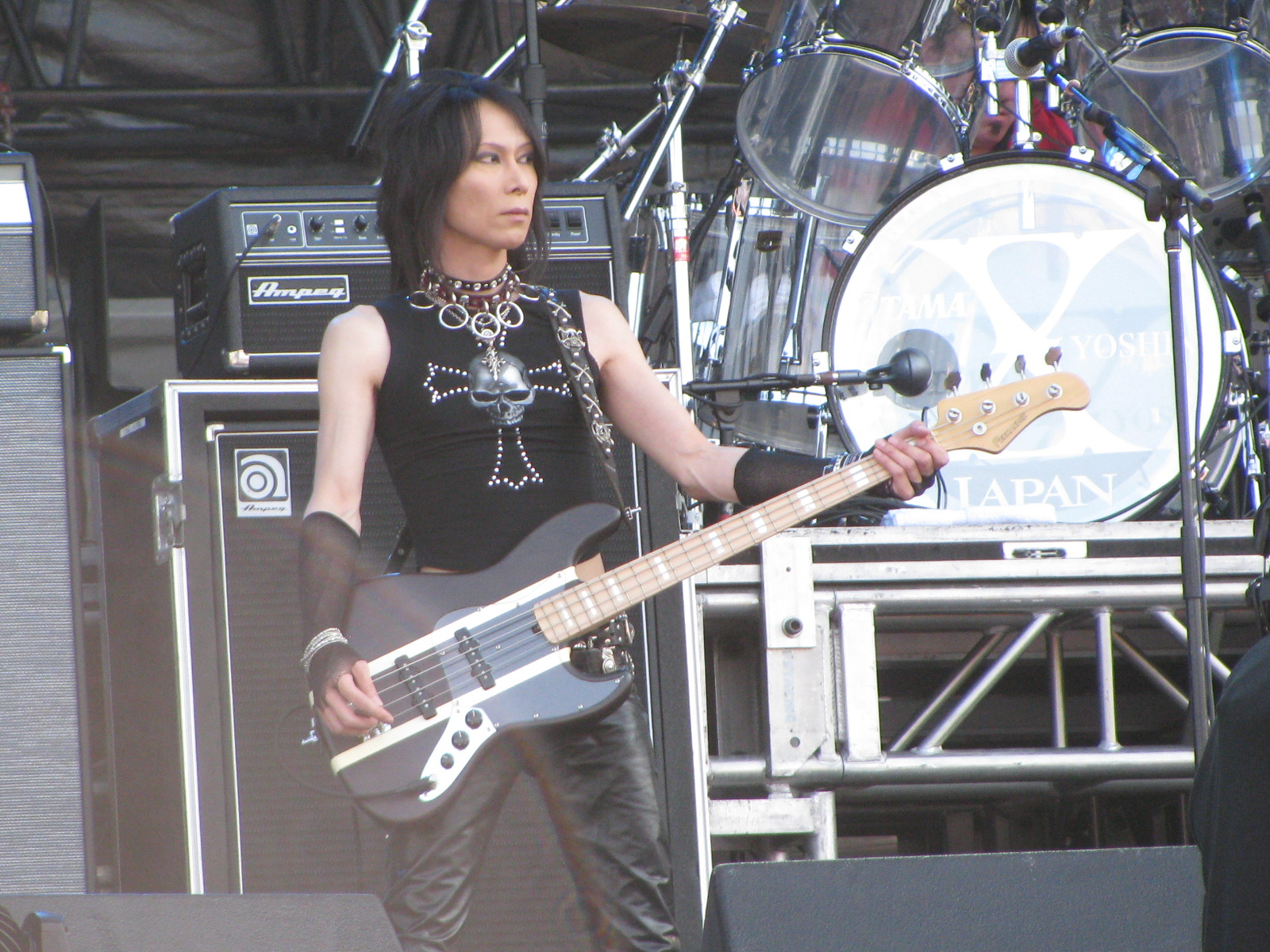
Хит на фестивале Lollapalooza в 2010 году

В 1986 году Хит присоединился к хеви-метал-группе Paranoia в качестве бас-гитариста. Они выпустили один альбом в 1987 году и позже распались, а вокалист Нов перешёл в трэш-метал-группу Aion. В 1988 году Хит присоединился к Sweet Beet как вокалист и пробыл в коллективе год. В 1990 году он переехал в Токио, где через общего друга познакомился с Хидэ из группы X и посмотрел их концерт в «Ниппон Будокане».
В 1991 году Хит играл вместе с группой Majestic Isabelle на мероприятии Extasy Summit '91, организованном лейблом Extasy Records, владельцем которого был Ёсики — барабанщик X. В апреле 1992 года он присоединился к Sweet Death, с которой играл в 1990 году. Её продюсировал Extasy Records, и в том же году новый лидер группы Киёси решил сменить её название на Media Youth. Хит ненадолго в ней остался, поскольку в мае Хидэ предложил ему присоединиться к X Japan после совместной репетиции.
В июне Хит покинул Media Youth, и 24 августа 1992 года на пресс-конференции в Рокфеллеровском центре в Нью-Йорке было объявлено, что он присоединился к X. Первый концерт группы с участием Хита прошёл в октябре 1992 года в рамках Extasy Summit. В следующем году группа выпустила альбом Art of Life, который возглавил чарт Oricon. Между тем в том же году участники X Japan взяли перерыв, чтобы заняться сольными проектами. Dahlia, последний альбом группы, вышел 4 ноября 1996 года и тоже возглавил чарт. В сентябре 1997 года стало известно о скором распаде X Japan. 31 декабря 1997 года в «Токио Доум» группа провела прощальный концерт, получивший название The Last Live.
Ещё до распада X Japan, в 1995 году, Хит выпустил первый сольный альбом под названием Heath. Второй альбом Gang Age Cubist вышел в 1998 году. Позже Хит, Пата из X Japan и I.N.A. из Spread Beaver записали кавер-версию песни «Celebration» для трибьют-альбома 1999 года Tribute Spirits, посвящённого умершему Хидэ. В 2000 году они создали группу Dope HEADz, просуществовавшую до 2002 года.

### 2007—2023: воссоединение X Japan

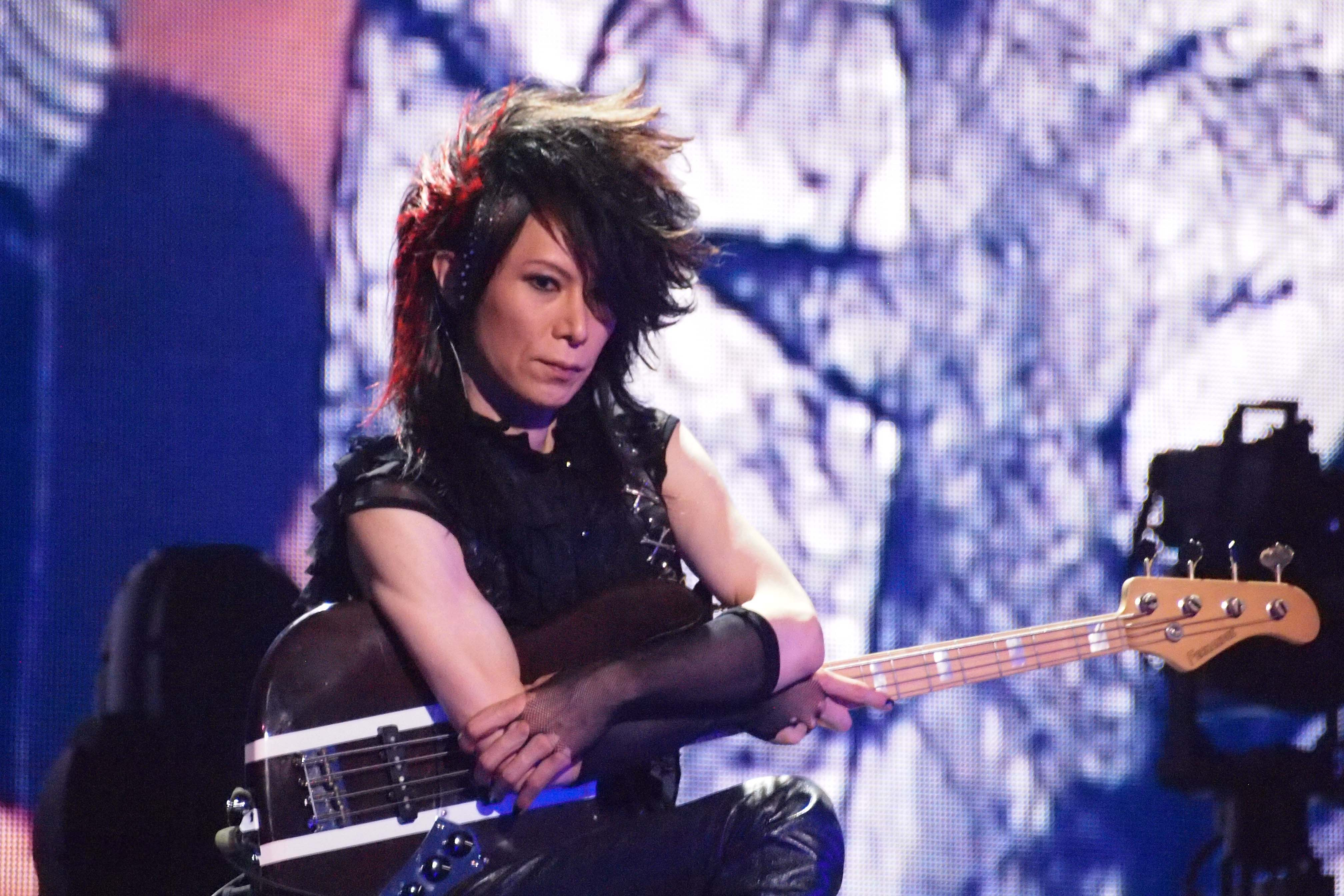
Хит на концерте X Japan в «Мэдисон-сквер-гарден» в 2014 году

Как сообщала газета Sponichi, в ноябре 2006 года вокалист X Japan Тоси приезжал к Ёсики в Лос-Анджелес, чтобы работать над песней, посвящённую памяти Хидэ. В марте 2007 года Тоси сообщил на своём сайте, что он продолжил сотрудничество с Ёсики, добавив, что скоро запустится новый проект. Вскоре появились слухи о воссоединении X Japan, и в июне Ёсики, как освещалось в новостях, проявлял интерес в проведении тура и вёл переговоры с Хитом и Патой касательно их участия. 22 октября 2007 года X Japan объявили о воссоединении и через несколько месяцев выпустили песню «I.V.», которая стала закрывающей композицией фильма «Пила 4».
В середине марта 2009 года СМИ сообщили, что у Хита разногласия с его агентством, из-за чего концерты X Japan в конце месяца в Республике Корея были отменены, а бас-гитарист мог покинуть группу. 20 апреля газета Sankei Sports подтвердила попытку Хита уйти из X Japan, однако этого не принял лидер коллектива Ёсики. За день до концертов группы в «Токио Доум» в мае Хит признался, что не уверен в своей текущей деятельности как артист, но решил остаться в группе после разговора с Ёсики.
В 2010 году X Japan провела первый тур в Северной Америке, который длился с 25 сентября по 10 октября. Летом 2011 года группа провела первый тур в Европе, а с сентября по октябрь она отыграла пять концертов в Южной Америке и пять — в Азии.
После землетрясения в Японии 11 марта 2011 года Хит присоединился к инициативе Тоси провести восемь акустических концертов на западе страны в поддержку общенациональных усилий по энергосбережению. На них также присутствовали Синъя Ямада из Luna Sea и Оркестровый ансамбль Канадзавы. Вырученные средства перешли к Японскому Красному Кресту для дальнейшей помощи пострадавшим.

### Болезнь и смерть
7 ноября 2023 года издание Josei Seven сообщило, что Хит умер в октябре в возрасте 55 лет. Причиной смерти стало онкологическое заболевание, обнаруженное у музыканта на продвинутой стадии. До этого, в начале года, у Хита появились жалобы на здоровье. 11 ноября на официальном сайте Хита появилось заявление, что в июне у музыканта был диагностирован рак толстой кишки, от которого он скончался 29 октября, после резкого ухудшения состояния здоровья. Также было объявлено, что лидер X Japan Ёсики согласился исполнить пожелание бас-гитариста: провести концерт в память о нём.

## Музыкальное оборудование

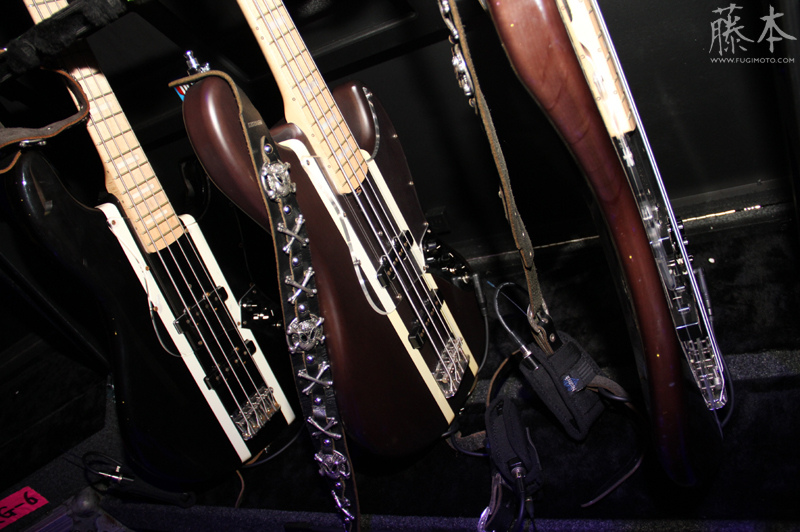
Бас-гитары Хита на концерте X Japan в Сан-Паулу в 2011 году

Хит играл на бас-гитарах Fernandes. По состоянию на 2015 год он использовал именную модель FJB-115H.

## Дискография

### Сольные работы
Студийные альбомы
- Heath (1995)
- Gang Age Cubist (1998)
- Desert Rain (2006)

Синглы
- «Meiku no Lovers» (яп. 迷宮のラヴァーズ) (1996, вторая закрывающая композиция аниме Detective Conan)
- «Traitor» (1997, главная тема телесериала Toro Asia и видеоигры Phantasm)
- «Crack Yourself» (1998)
- «New Skin» (2005)
- «Come to Daddy» (2005)
- «The Live» (2005)
- «Solid» (2006)
- «Sweet Blood» (2009)

Коллаборации
- Tribute Spirits (1999, «Celebration»)
- «Red Swan» (Ёсики и Хайд, 2018, гостевой бас)

### С группами
X Japan
- Art of Life (1993)
- Dahlia (1996)

Paranoia
- Come From Behind (1987)

Dope HEADz
- «Glow» (2001)
- «True Lies» (2001)
- Primitive Impulse (2001)

Rats
- «Traitor» (2004)